# Trochalus similis
Trochalus similis är en skalbaggsart som beskrevs av Frey 1968. Trochalus similis ingår i släktet Trochalus och familjen Melolonthidae. Inga underarter finns listade i Catalogue of Life.